# Radio Télévision Suisse

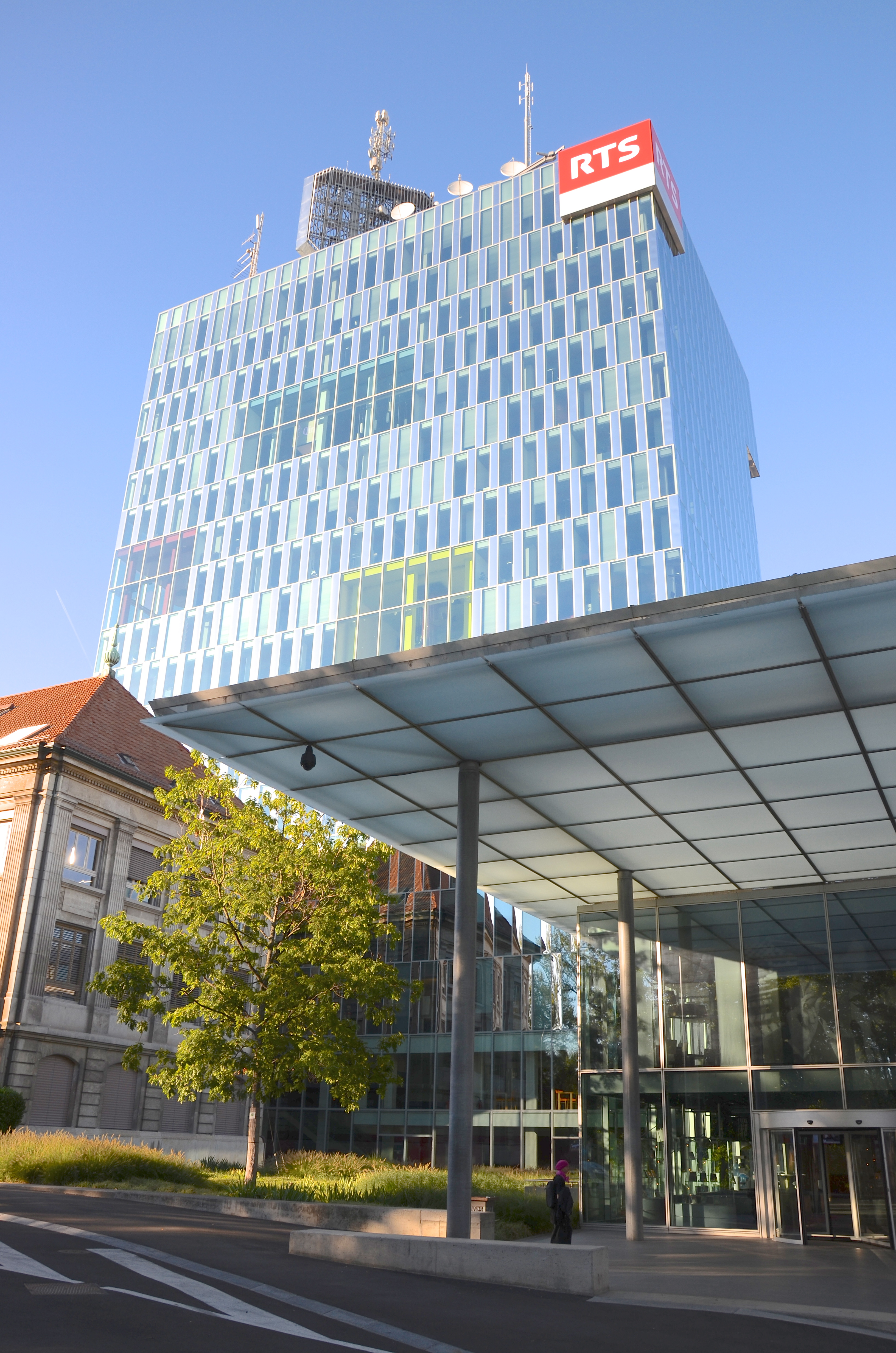

Radio Télévision Suisse (RTS) je švýcarská televizní a rozhlasová společnost, část mediální společnosti SRG SSR. Zajišťuje výrobu televizního a rozhlasového vysílání ve francouzštině.
Radio Télévision Suisse vznikla 1. ledna 2010 sloučením televizní společnosti Télévision Suisse Romande (TSR) a rozhlasové společnosti Radio Suisse Romande (RSR).

## Kanály

### Rozhlas
- La Première
- Espace 2
- Couleur 3
- Option Musique

### Televize
- RTS Un
- RTS Deux
- RTS Info